# L'Île-d'Yeu
L'Île-d'Yeu è un comune francese costituito da un'isola di 4 877 abitanti situato nel dipartimento della Vandea nella regione dei Paesi della Loira.

## Storia
L'isola è stata sede di un bagno penale molto duro, oggi chiuso, che ospitò anche il generale Philippe Pétain, condannato a morte per collaborazionismo con i nazisti la cui pena era stata commutata in ergastolo.

### Simboli
Lo stemma comunale è stato adottato il 30 ottobre 1964.

## Società

### Evoluzione demografica
Abitanti censiti